# Zdrowie publiczne
Zdrowie publiczne – nauka zajmująca się zdrowiem na poziomie populacji ludzkiej.
Profesor Uniwersytetu Yale, Charles-Edward Amory Winslow, zaproponował w 1920 następującą definicję: Zdrowie publiczne jest nauką i sztuką zapobiegania chorobom, przedłużania życia, promowania zdrowia i sprawności fizycznej poprzez zorganizowane wysiłki na rzecz higieny środowiska, kontroli chorób zakaźnych, szerzenia zasad higieny osobistej, organizowania służb medycznych i opiekuńczych w celu wczesnego rozpoznawania, zapobiegania i leczenia oraz rozwijania takich mechanizmów społecznych, które zapewnią każdemu standard życia umożliwiający zachowanie i umacnianie zdrowia.

## Definicja Światowej Organizacji Zdrowia
Zdrowie publiczne jest to zorganizowany wysiłek społeczny, realizowany głównie przez wspólne działania instytucji publicznych, mający na celu polepszenie, promocję, ochronę i przywracanie zdrowia ludności. Obejmuje, między innymi, takie rodzaje działalności jak analizę sytuacji zdrowotnej, nadzór zdrowotny, promocję zdrowia, zapobieganie, zwalczanie chorób zakaźnych, ochronę środowiska i sanitację, działania przygotowawcze na wypadek katastrof i nagłych sytuacji zdrowotnych i medycynę pracy.

## Definicja Międzynarodowego Towarzystwa Epidemiologicznego
W słowniku epidemiologii wydanym przez Międzynarodowe Towarzystwo Epidemiologiczne (International Epidemiological Association) zdrowie publiczne definiuje się jako zorganizowany wysiłek społeczeństwa na rzecz ochrony, promowania i przywracania ludziom zdrowia, a wszelkie programy, świadczenia i instytucje zajmujące się tą problematyką są ukierunkowane na zapobieganie chorobom i potrzeby zdrowotne populacji jako całości.
W definicji tej widać połączenie nauki, umiejętności skierowanych na utrzymanie i poprawę stanu zdrowia całego społeczeństwa poprzez wspólne działanie. Jednak działania te ulegają ciągłym zmianom, które spowodowane są między innymi rozwojem technologii. Cele pozostają jednak te same, a są nimi zmniejszenie liczby zachorowań, przedwczesnych zgonów, profilaktyka.

## Zdrowie jako wartość społeczna
Patrząc wstecz na postępujący w świecie na przestrzeni prawie całego minionego stulecia rozwój systemów ochrony zdrowia należy podkreślić, że w większości krajów świata cała ochrona zdrowia łącznie z opieką medyczną traktowana była w całości jako dobro publiczne, w związku z czym starano się ograniczyć indywidualną odpowiedzialność finansową użytkowników.
Zdrowie publiczne jest instytucją społeczną i oznacza po prostu zdrowie ludności. Myślą przewodnią lat 80. w rozwoju systemów ochrony zdrowia w świecie było uznanie zdrowia za dobro publiczne, a nie indywidualne. Zdrowie publiczne obejmuje szeroki zakres działań wielodyscyplinarnych wiążących się z różnymi aspektami zdrowia ludzi, jego ochroną, umocnieniem i poprawą, oceną potrzeb zdrowotnych populacji oraz sposobami ich zaspakajania. Zajmuje się nie tylko zdrowiem jednostki, ale także zdrowiem wszystkich ludzi oraz jego uwarunkowaniami zarówno negatywnymi, jak i pozytywnymi, czyli działaniami prozdrowotnymi umacniającymi zdrowie.
Uznanie zdrowia za wspólne dobro publiczne oznaczało w praktyce przyjęcie zasady solidaryzmu i współodpowiedzialności wszystkich za finansowanie wydatków na zdrowie z budżetu państwa. Przyjęta w licznych krajach forma finansowania wydatków na opiekę zdrowotną poprzez powszechne ubezpieczenia zdrowotne jest specyficzną formą zasady solidaryzmu i współodpowiedzialności. Umiejscowienie zdrowia wysoko w hierarchii wartości człowieka oraz przypisywanie mu wartości społecznej powoduje, iż staje się ono obiektem zainteresowania nie tylko bezpośrednio uczestniczących, pacjent, ale i państwa. Jak zauważa jeden z wybitnych ekonomistów ochrony zdrowia naszych czasów R. Freeman: [...] Zdrowie liczy się bardziej niż kiedykolwiek. Stało się ono jednym z podstawowych przedmiotów troski współczesnych zachodnich społeczeństw. Mowa tu o zainteresowaniu zdrowiem nie tylko jednostek, które chcą się nim cieszyć, ale również ze strony podmiotów zaangażowanych w proces finansowania usług medycznych.
Przez stulecia praktycznie wszystkie rządy państwa akceptowały swą odpowiedzialność za systematyczny rozwój ochrony zdrowia i opieki medycznej nad swoimi obywatelami. Dotyczyło to zarówno opieki profilaktycznej, jak i leczniczej i miało na celu zapewnienie bezpieczeństwa zdrowotnego wszystkim obywatelom. Wszystkie rządy czuły się współodpowiedzialne za funkcjonowanie i rozwój przyjętego systemu ochrony zdrowia, czy to narodowej służby zdrowia, ubezpieczeń zdrowotnych, systemu centralnie planowanego czy systemu opartego na świadczeniach udzielanych przez podmioty prywatne.

## Podstawowe funkcje zdrowia publicznego
Światowa Organizacja Zdrowia definiuje podstawowe funkcje zdrowia publicznego (essential public health functions) jako funkcje władz zdrowia w zakresie (1) monitoringu, ewaluacji i analizy stanu zdrowia, (2) nadzoru epidemiologicznego, badania i zwalczania zagrożeń dla zdrowia publicznego, (3) promocji zdrowia, (4) udziału społeczeństwa w rozwiązywaniu zagadnień zdrowia, (5) rozwoju polityki zdrowotnej i bazy instytucjonalnej dla planowania i zarządzania zdrowiem publicznym, (6) umacniania prawodawstwa zdrowotnego i możliwości jego wdrażania, (7) ewaluacji i promocji równego dostępu do świadczeń zdrowotnych, (8) rozwóju kadr i szkolenia w dziedzinie zdrowia publicznego, (9) zapewnienia jakości świadczeń zdrowotnych indywidualnych i w środowisku, (10) badań naukowych w zakresie zdrowia publicznego, (11) zmniejszenia niekorzystnego wpływu na zdrowie sytuacji nagłych i katastrof.

## Organizacje międzynarodowe działające w dziedzinie zdrowia publicznego
Światowa Organizacja Zdrowia (wyspecjalizowana agencja Organizacji Narodów Zjednoczonych) jest główną organizacją międzynarodową zajmującą się problemami zdrowia. Dwuletni budżet na lata 2014–2015 wyniósł prawie 4 miliardy dolarów. Do innych organizacji międzynarodowych działających w dziedzinie zdrowia należą:
- Globalny Fundusz na rzecz Walki z AIDS, Gruźlicą i Malarią (The Global Fund to Fight AIDS, Tuberculosis and Malaria, GFATM). Fundusz ten jest największym w skali świata źródłem środków na zwalczanie AIDS, gruźlicy i malarii[6]. Fundusz współfinansowany jest przez rządy i fundacje prywatne. Zasoby Funduszu w roku 2012 to około 7 miliardów dolarów[7].
- Globalny Sojusz na rzecz Szczepionek i Szczepień (Global Alliance for Vaccines and Immunization, GAVI). Sojusz dla ratowania życia i zdrowia dzieci i populacji dorosłej w krajach biednych poprzez zwiększenie dostępności szczepień ochronnych[8]. W ciągu trzynastu lat istnienia (2000-2012) Sojusz otrzymał od rządów i instytucji prywatnych przeszło 7,5 miliarda dolarów kontrybucji[9], które zostały rozdysponowane na rozwój programów szczepień ochronnych, ulepszenie systemów ochrony zdrowia i rozwój społeczeństwa obywatelskiego[10].
- Wspólny Program Narodów Zjednoczonych Zwalczania HIV i AIDS. Roczny budżet organizacji wyniósł w 2012 przeszło 200 milionów dolarów[11][12].
- Program Narodów Zjednoczonych ds. Rozwoju. Organizacja administrowała w 2011 sumą około 4 miliardów dolarów, z tego około 1,2 miliarda przeznaczone było na wspieranie działań dla osiągnięcia Milenijnych Celów Rozwoju, które obejmują zmniejszenie umieralności dzieci, poprawę zdrowia matek, i zwalczanie AIDS, malarii i innych chorób[13].
- Fundusz Narodów Zjednoczonych na rzecz Dzieci (UNICEF)

## Dokumenty
Odpowiedzialność państwa za bezpieczeństwo zdrowotne i właściwe warunki zdrowotne zostały uwzględnione w większości, jeśli nie we wszystkich konstytucjach narodowych. Artykuł 68 Konstytucji RP zobowiązuje władze publiczne do zapewnienia obywatelom równego dostępu do świadczeń zdrowotnych finansowanych ze środków publicznych. Organizacje i instytucje opieki zdrowotnej stoją przed problemem godzenia niespójnych celów. Powinna wzrastać świadomość, że odpowiedzialność za zdrowie musi obejmować kryteria zarówno kliniczne, jak i finansowe.
Znaczenie zdrowia publicznego znalazło swój wyraz w licznych dokumentach Organizacji Narodów Zjednoczonych i licznych jej agend, w szczególności w dokumentach Światowej Organizacji Zdrowia, jak również w dokumentach Unii Europejskiej. Unia Europejska tworzy ustawodawstwo, któremu podlegają bezpośrednio obywatele europejscy i dla ich dobra ustanawia specyficzne prawa. Konstytucyjnymi podwalinami UE, tworzącymi więzy prawne wykraczające poza stosunki wynikające z umów pomiędzy suwerennymi państwami, są między innymi: traktat paryski, Jednolity akt europejski, traktat z Maastricht i traktat amsterdamski.

## Zdrowie publiczne jako specjalizacja medyczna
W Polsce zdrowie publiczne jest jedną ze specjalizacji medycznych, w której specjalizować się mogą lekarze, lekarze dentyści, diagności laboratoryjni, farmaceuci, pielęgniarki, położne, psycholodzy, magistrzy zdrowia publicznego i inne zawody mające zastosowanie w ochronie zdrowia. Niezależnie od posiadanego tytułu zawodowego trwa ona 4 lata. Jest to jedna z wzajemnie uznawanych specjalizacji w krajach Unii Europejskiej. W Polsce konsultantem krajowym zdrowia publicznego od 9 grudnia 2024 roku jest dr hab. Łukasz Balwicki.